# Michael Kelso
Pour les articles homonymes, voir Kelso (homonymie).
 (août 2021).
- Si vous ne connaissez pas le sujet, laissez ce bandeau (vous pouvez alors contacter les auteurs).
- Si vous supprimez le contenu mis en cause (vous pouvez préalablement contacter les auteurs),

argumentez précisément cette suppression dans la page de discussion
(un manque de référence n'est pas un argument ; une recherche réelle de référence doit avoir été effectuée, être formellement documentée).
Michael Kelso est un personnage de fiction de la série That '70s Show diffusée sur FOX. Il est interprété par Ashton Kutcher.
Le personnage apparaît dès le premier épisode de la saison 1. Il est un personnage régulier jusqu'à la saison 7. Il ne reviendra que pour le tout dernier épisode de la série, dans la saison 8.

## Biographie fictive
Michael Kelso est le dur à cuire de la bande, à croire qu'il est le plus fort du groupe, bien que Hyde ne manque pas une occasion de lui faire amicalement mal au bras avec son poing. Il sera le petit ami de Jackie pendant les trois premières saisons, mais rompra avec elle, à la suite d'une demande en mariage de cette dernière qui lui fait peur et décide de prendre la fuite avec Donna qui elle avait été larguée et rejetée par le frère de Michael.
Michael n'est pas très doué dans ses relations avec les femmes, il est même un vrai coureur de jupon, alors qu'il est en couple avec Jacky, il trahira celle-ci avec Laurie, la sœur d'Eric, mais cette histoire se terminera lorsque Jacky découvrira son infidélité et Laurie disparaîtra mystérieusement. Par la suite Kelso enchaînera les conquêtes et finira par mettre enceinte l'une d'elles, Brooke, et se sentira plus responsable quand il comprendra qu'il devra aider la mère de son enfant pour l’élever. Par la suite il veut entrer dans la police, mais se fait virer de cette profession à cause de nombreuses bavures qui lui valent les brimades de ses supérieurs. Il finit par se faire embaucher par un patron de club de strip-tease (joué par Bruce Willis) et déménagera là-bas en demandant au passage la main de Jacky que celle-ci refusera.
Par la suite il deviendra un invité lors du dernier épisode de la dernière saison, où on apprend que Kelso a une fille et qu'il est de nouveau en couple avec Brooke. Il semble épanoui par son boulot et sa vie à Chicago, même si Point Place lui manque et sa bande d'amis aussi.

## Lien avec les autres personnages
Avec Eric Forman
Ils sont particulièrement proches, voire très complices. Il n'hésiteront pas à faire les 400 coups ensembles. Ils se sont rencontrés en première année d'école primaire, Eric le dit dans l'épisode 2x05 "Halloween". 
Avec Steven Hyde
Les deux garçons sont du genre à se provoquer, notamment à se taper dessus. Mais ils n'en sont pas moins très bon amis, leur amitié se verra perturbée lorsque Jackie sortira avec Hyde, mais les choses s'arrangeront, et ils décideront qu'ils n'iront pas briser leur amitié pour une fille, bien que Jackie fut la première fois de Michael.
Avec Fez
Ils seront au début de la saison 6 meilleurs amis, Michael Kelso initiera Fez à la vie Américaine alors que ce dernier vient d'un pays dont les valeurs se limitent à vivre une vie sans déborder avec les femmes. Ils deviendront par la suite colocataires, jusqu'au départ de Kelso pour Chicago, après avoir perdu sa place dans la police. Ils resteront bons amis et de temps en temps, Kelso appellera Fez pour avoir des nouvelles du groupe.
Avec Jackie
Jackie sera la petite amie de Michael pendant les trois premières saisons, mais ils finiront par rompre à la suite d'une trahison de Michael. Cependant Jackie se rend compte qu'elle a encore des sentiments pour Michael et ils referont un essai ensemble. Par la suite, Jackie risquera de se faire déshériter par son père si elle ne rompt pas avec lui. Jackie demande alors à Michael de l'épouser sur le champ pour qu'elle prouve à son père qu'elle peut vivre sans l'argent de son père. Mais Michael prendra peur, s'enfuira et rompra avec elle une nouvelle fois. Par la suite, ils seront de simples amis, même si elle couchera avec lui alors qu'elle sortait avec Hyde, mais ils se sépareront à nouveau à la suite d'une dispute. Par la suite, Kelso annonce à Jackie qu'il va partir pour Chicago pour tenter de se rapprocher de son bébé et de son nouveau travail. Il la demande alors en mariage ainsi que de le suivre. Jackie refusera le soir de son départ en disant que certes, ils ont vécu de bons moments ensemble mais que malgré l'amour qu'elle éprouvait pour lui, il lui était impossible d'aller vivre avec quelqu'un qui allait avoir un bébé avec une autre femme.
Avec Donna
Donna et Kelso ne sont pas très proches au début de la série, même si Michael fantasme beaucoup sur Donna, mais ne tentera rien car celle-ci est en couple avec Eric. Il tentera toutefois sa chance après leur rupture mais se fera envoyer promener et voler la place par son grand frère Casey revenu de son service militaire. Après la rupture de Casey et Donna, celle-ci voudra s'enfuir de Point Place pour commencer une nouvelle vie, Kelso qui souhaite aussi fuir un mariage avec Jackie décide de partir avec elle et tentera à nouveau de la draguer, mais se fera rembarrer parce qu'il est le frère de son ex et qu'il lui est impossible de sortir avec lui. Les deux jeunes adultes deviendront de plus en plus proches à la suite de cette fugue.  
Avec Red Forman
Michael et Red auront au départ un lien assez complice notamment quand il s'agit de jouer à Pong. Par la suite cette relation se dégradera lorsque Kelso aura une liaison avec Laurie, car Red verra d'un très mauvais œil le fait que sa fille, qu'il croit innocente, puisse avoir une liaison avec un jeune homme plus ouvert. Leur complicité reviendra à la normale quand Laurie disparaîtra mystérieusement. Cependant Kelso reste la cible préférée de Red pour lui botter le derrière et sera même le dernier à recevoir son pied au derrière pour les années 70.